# Johannes XV
Johannes XV, född i Rom, död där i början av april 996, var påve från augusti eller september 985 till sin död i april 996. Han var påve under saeculum obscurum. 
Tidigare gjordes gällande att Johannes XV efterträdde Bonifatius VII, men denne räknas numera som motpåve, varför Johannes XIV räknas som Johannes XV:s företrädare. Det finns även ytterligare en som kallas Johannes XV, som enligt vissa äldre historiker skulle ha varit påve mellan motpåven Bonifatius och denne Johannes XV, men den personen anses numera inte ha existerat. De historiker som följder den traditionen, kallar denne påve Johannes XVI, ett regentnummer som även innehas av en motpåve; ingen påve med namnet Johannes har nummer XVI.

## Biografi
Johannes var romare och son till en presbyter vid namn Leo. Han kröntes till påve någon gång mellan den 6 augusti och 5 september 985.
Under denna tid hade patriciern Johannes Crescentius, som var son till hertig Crescentius, skaffat sig den världsliga makten i Rom, med stöd av sina anhängare. Enligt vissa krönikörer stack Crescentius tilltagande makt så mycket i påvens ögon, att påven flydde till kejsarinnan Theophania i Toscana för att söka hjälp, men övertalades av Crescentius att återvända till Rom. I själva verket skulle Johannes XV under hela sitt pontifikat stå under inflytande av den mäktige patriciern, även om han också stod på god fot med det tyska hovet. 
Johannes uppsöktes av England för att medla i en tvist mellan kung Æthelred och Rikard I av Normandie. Leo av Trevi, som utsågs till apostolisk legat, drev i detta ärende igenom freden i Rouen (1 mars 991), som ratificerades genom påvlig bulla.
Under hans pontifikat uppstod en allvarlig dispyt över ärkebiskopssätet av Reims, och påvens ingripande ledde först inte till några bestående resultat. Hugo Capet, som uppstigit på Frankrikes tron, utnämnde Arnulf, en släkting till hertig Karl av Lorraine, till ärkebiskop av Reims år 998. Hertig Karl var motståndare till Hugo Capet, och intog därför Reims och tog ärkebiskopen tillfånga. Hugo Capet betraktade dock allt detta som att Arnulf hade förrått honom, och krävde att påven skulle avsätta honom från ärkebiskopssätet. Men innan påvens svar hade nått fram, hade Hugo Capet hunnit tillfångata både hertig Karl och ärkebiskop Arnulf, och kallat till en synod i Reims i juni 991, där Arnulf avsattes som ärkebiskop, och abbot Gerbert valdes till efterträdare som ärkebiskop av Reims; abbot Gerbert blev för övrigt sedermera påve med namnet Silvester II. 
Rom förkastade dessa handlingar, fastän en synod i Chela hade sanktionerat besluten från Reims. Påven sammankallade de franska biskoparna till en oberoende synod i Aachen för att överväga fallet. När biskoparna vägrade infinna sig, kallade han dem i stället till en synod i Rom, men de svarade med att anförda de olösta spänningarna mellan Frankrike och Italien för att vägra komma. Påven sände då abboten Leo av Sankt Bonifatius till Frankrike som legat, med instruktioner att kalla de franska och tyska biskoparna till möte i Mousson. Bara de tyska biskoparna kom till detta möte, för de franska hindrades av kung Hugo Capet och kung Robert. Gerbert försökte få tillträde till synoden, men han nekades. Genom legaten Leo förklarades avsättningen av Arnulf olaglig. När Hugo Capet dog i oktober året därefter, släpptes Arnulf från fängelset, och 997 säkrade Heliga stolen att han återinsattes till sin fulla värdighet. Gerbert begav sig då till det kejserliga hovet i Magdeburg, och blev preceptor hos Otto III.
Vid en synod i Lateranen den 31 januari 993 kanoniserades biskop Ulrich av Augsburg, vilket offentliggjordes i en bulla daterad den 3 februari. Detta är första gången i historien som en påve kanoniserar ett helgon.
Johannes gav många kyrkor och kloster privilegier, och var skyddspatron åt munkarna i Cluny.
Kejsar Otto III företog en resa till Italien år 996 för att krönas av påven, men Johannes avled i början av april, medan Otto till den 12 april befann sig i Pavia där han firade påsk.